# Diocesi di Ischia
La diocesi di Ischia (in latino Dioecesis Isclana) è una sede della Chiesa cattolica in Italia suffraganea dell'arcidiocesi di Napoli appartenente alla regione ecclesiastica Campania. Nel 2023 contava 61.232 battezzati su 69.000 abitanti. È retta dal vescovo Carlo Villano.

## Territorio
La diocesi comprende tutti i sei comuni dell'isola d'Ischia: Ischia, Casamicciola Terme, Lacco Ameno, Forio, Serrara Fontana e Barano d'Ischia.
Sede vescovile è la città di Ischia, dove si trova la cattedrale di Santa Maria Assunta. In diocesi sorgono quattro basiliche minori: la basilica del Sacro Cuore di Gesù e Santa Maria Maddalena Penitente a Casamicciola Terme, la basilica di Santa Restituta a Lacco Ameno, e le basiliche di Santa Maria di Loreto e di San Vito a Forio.
Il territorio si estende su 46 km² ed è suddiviso in 25 parrocchie e 53 chiese, raggruppate in quattro decanati: Ischia, Casamicciola-Lacco Ameno, Forio e Barano-Serrara Fontana.

## Storia
Incerte sono le origini della diocesi di Ischia. Il primo vescovo documentato è Pietro, che partecipò al terzo concilio lateranense nel 1179. La diocesi tuttavia sembra sia stata eretta molto prima di questa data. Infatti il capitolo dei canonici è già attestato in due documenti del 1084 e 1108; inoltre, in un documento del 1036 si parla della terra Episcopatui nostri Sanctae Sedis ipsius nostrae insule, espressione che secondo alcuni storici «potrebbe far pensare proprio all'esistenza di una sede episcopale già organizzata intorno alla data del 1036». L'assoluta mancanza di documenti non può però confermare queste ipotesi.
Il 4 febbraio 1255 papa Alessandro IV conferma ai canonici della cattedrale il diritto di elezione del vescovo, di cui questi godevano ab immemorabili. Questa consuetudine tuttavia dovette durare ancora per poco tempo, perché nelle nomine successive sembra che la Santa Sede abbia iniziato ad esercitare la sua autorità anche sulla Chiesa di Ischia.
Il 18 gennaio 1301 cominciò un'eruzione vulcanica, durata alcuni anni, che distrusse la cattedrale e il palazzo vescovile. A seguito di ciò, il vescovo Pietro II, assieme alla popolazione, si rifugiò nel Castello Aragonese, che rimase la dimora vescovile fino all'inizio dell'Ottocento. Nello stesso castello si trovavano il convento delle clarisse, l'abbazia dei monaci basiliani di Grecia, la sede del capitolo con la cattedrale e, più tardi, il seminario.
Durante il periodo dello scisma d'Occidente, la chiesa di Ischia visse per un certo periodo sotto l'obbedienza avignonese dell'antipapa Clemente VII, che fece deporre il vescovo Bartolomeo Bussolaro e nominò al suo posto il chierico isclano Paolo Strina. Nei primi anni del XV secolo fu amministratore apostolico di Ischia Baldassarre Cossa, futuro antipapa Giovanni XXIII, che allontanò il legittimo vescovo ed impedì la nomina del suo successore.
Il vescovo Innico d'Avalos (1590-1637) dette avvio all'attuazione in diocesi delle direttive riformatrici del concilio di Trento, convocando per la prima volta un sinodo diocesano nel 1599. Un altro importante sinodo venne convocato dal vescovo Luca Trapani nel 1716, i cui atti tuttavia non trovarono valida applicazione per l'opposizione delle università locali. Niccolò Schiaffinati istituì il seminario diocesano nel 1740.
Il 13 ottobre 1770, tramite un decreto legge del re di Napoli, Ischia cedette le isole di Ventotene e di Santo Stefano alla diocesi di Gaeta (oggi arcidiocesi); queste isole facevano parte della diocesi di Ischia da diversi secoli, documentate già in una bolla di papa Innocenzo IV del 27 aprile 1249.
Nel periodo napoleonico, durante il quale la diocesi rimase vacante per 19 anni, lo scontro tra francesi e anglo-borbonici portò al saccheggio, alla distruzione e all'abbandono della cattedrale nel Castello Aragonese. Nel 1818 il nuovo vescovo Giuseppe D'Amante pose la sua residenza nel centro di Ischia dove, con rescritto della Santa Sede del 5 settembre 1818, fu elevata al rango di cattedrale la chiesa di Santa Maria Assunta, dell'ex convento agostiniano di Santa Maria alla Scala.
Nel Novecento la diocesi fu sede vacante per un decennio, dal 1970 al 1980, durante il quale fu soggetta ad amministrazione apostolica, fino alla nomina di un nuovo vescovo residenziale, il comboniano Diego Parodi. Momento rilevante nella storia della chiesa isclana è stata la visita di papa Giovanni Paolo II il 5 maggio 2002.
Dal 22 maggio 2021 è unita in persona episcopi alla diocesi di Pozzuoli.

## Cronotassi dei vescovi
Si omettono i periodi di sede vacante non superiori ai 2 anni o non storicamente accertati.
- Pietro I † (menzionato nel 1179)
- Amenio † (menzionato nel 1206)[6]
- Matteo I † (prima del 1218 - dopo il 1239)[7]
- Magno † (menzionato nel 1243)
- Matteo II † (menzionato nel 1270)
- Anonimo † (menzionato nel 1271, 1273, 1277 e 1278)[8]
- R. † (menzionato nel 1283)
- Salvo † (prima del 1295 - circa 1305 deceduto)
- Pietro II † (menzionato nel 1306)
- Ugolino da Osimo, O.P. † (menzionato nel 1340)
- Guglielmo † (? - 1348 deceduto)
- Tommaso † (22 dicembre 1348 - ?)
  - Giacomo da Itri † (circa 1358 - 22 marzo 1359 nominato vescovo di Martirano[9]) (vescovo eletto)
- Bartolomeo Bussolaro, O.S.A. † (22 marzo 1359 - 1389 deceduto)
  - Paolo Strina † (13 aprile 1384 - ?) (antivescovo)
  - Baldassarre Cossa (?) † (amministratore apostolico)
- Nicola Tinti, O.E.S.A. † (7 marzo 1389 - ? deceduto)
- Andrea † (1410 - ?)
- Lorenzo de' Ricci † (10 gennaio 1419 - 18 febbraio 1435 nominato vescovo di Ravello)
- Giovanni, O.S.A. † (28 marzo 1436 - 1453 deceduto)
- Miguel Cosal, O.Cist. † (27 giugno 1453 - 1464 deceduto)
- Giovanni II de Cico † (9 luglio 1464 - dopo il 1479 deceduto)
- Marco Antonio Fioda † (1494 - ?)[10]
  - Bernardino de Leis, C.R.L. † (27 ottobre 1501 - 8 gennaio 1504 nominato vescovo di Castro di Puglia) (vescovo eletto)
- Donato Strineo † (8 gennaio 1504 - 1534 deceduto)
- Agostino Falivene, O.S.M. † (24 aprile 1534 - 1548 deceduto)
- Francisco Gutiérrez † (24 settembre 1548 - 1554 deceduto)
- Virgilio Rosario † (27 agosto 1554 - 22 maggio 1559 deceduto)
- Filippo Geri † (26 gennaio 1560 - 1º marzo 1564 nominato vescovo di Assisi)
- Fabio Polverino † (6 luglio 1565 - 1589 deceduto)
- Innico d'Avalos, C.R.L. † (29 gennaio 1590 - 1637 deceduto)
- Francesco Tontori o Tontolo, C.R.S. † (15 gennaio 1638 - 1663 dimesso)
- Gian Antonio de' Vecchi † (12 febbraio 1663 - 14 aprile 1672[11] deceduto)
- Gerolamo Rocca † (3 ottobre 1672 - 6 giugno 1691 deceduto)
- Michelangelo Cotignola † (24 marzo 1692 - 11 dicembre 1698 dimesso)
- Luca Trapani † (22 dicembre 1698 - 24 gennaio 1718 nominato vescovo di Tricarico)
- Gianmaria Capecelatro, C.R.S. † (11 febbraio 1718 - 8 dicembre 1738 deceduto)
- Niccolò Schiaffinati, O.S.A. † (4 maggio 1739 - prima del 12 luglio 1743 deceduto)
- Felice Amati † (15 luglio 1743 - 22 gennaio 1764 deceduto)
- Onofrio Rossi † (9 aprile 1764 - 17 luglio 1775 nominato vescovo di Sant'Agata de' Goti)
- Sebastiano de Rosa † (13 novembre 1775 - 26 marzo 1792 nominato vescovo di Avellino e Frigento)
- Pasquale Sansone † (26 marzo 1792 - 1799 deceduto)
  - Sede vacante (1799-1818)[12]
- Giuseppe D'Amante † (26 giugno 1818 - 17 novembre 1843 deceduto)
- Luigi Gagliardi † (21 aprile 1845 - 31 maggio 1854 dimesso)
- Felice Romano † (23 giugno 1854 - 3 agosto 1872 deceduto)
- Francesco di Nicola † (3 agosto 1872 succeduto - 11 febbraio 1885 deceduto)
- Gennaro Portanova † (11 febbraio 1885 succeduto - 16 marzo 1888 nominato arcivescovo di Reggio Calabria)
- Giuseppe Candido † (1º giugno 1888 - 4 febbraio 1901 dimesso)[13]
- Mario Palladino † (15 aprile 1901 - 4 giugno 1913 nominato vescovo di Caserta)
- Pasquale Ragosta † (25 maggio 1914 - 5 maggio 1925 nominato vescovo di Castellammare di Stabia)
  - Sede vacante (1925-1928)[14]
- Ernesto de Laurentiis † (10 novembre 1928  - 4 gennaio 1956 deceduto)
- Antonio Cece † (3 maggio 1956 - 6 agosto 1962 nominato vescovo coadiutore di Aversa[15])
- Dino Tomassini † (17 agosto 1962 - 23 agosto 1970 nominato vescovo di Anglona-Tursi)
  - Sede vacante (1970-1980)[16]
- Diego Parodi, M.C.C.I. † (11 febbraio 1980 - 9 gennaio 1983 deceduto)
- Antonio Pagano † (18 dicembre 1983 - 25 novembre 1997 ritirato)
- Filippo Strofaldi † (25 novembre 1997 - 7 luglio 2012 dimesso)
- Pietro Lagnese (23 febbraio 2013 - 19 dicembre 2020 nominato vescovo di Caserta)[17]
- Gennaro Pascarella (22 maggio 2021 - 20 giugno 2023 ritirato)
- Carlo Villano, dal 20 giugno 2023

## Statistiche
La diocesi nel 2023 su una popolazione di 69.000 persone contava 61.232 battezzati, corrispondenti all'88,7% del totale.
| anno | popolazione | popolazione | popolazione | presbiteri | presbiteri | presbiteri | presbiteri                | diaconi | religiosi | religiosi | parrocchie |
| anno | battezzati  | totale      | %           | numero     | secolari   | regolari   | battezzati per presbitero | diaconi | uomini    | donne     | parrocchie |
| ---- | ----------- | ----------- | ----------- | ---------- | ---------- | ---------- | ------------------------- | ------- | --------- | --------- | ---------- |
| 1949 | 32.780      | 32.800      | 99,9        | 72         | 63         | 9          | 455                       |         | 12        | 31        | 18         |
| 1970 | 39.198      | 39.246      | 99,9        | 64         | 56         | 8          | 612                       |         | 10        | 50        | 24         |
| 1980 | 41.000      | 41.000      | 100,0       | 59         | 51         | 8          | 694                       |         | 10        | 55        | 25         |
| 1990 | 45.000      | 46.000      | 97,8        | 52         | 43         | 9          | 865                       | 1       | 10        | 45        | 25         |
| 1999 | 50.000      | 52.700      | 94,9        | 47         | 40         | 7          | 1.063                     | 3       | 7         | 29        | 25         |
| 2000 | 53.000      | 55.700      | 95,2        | 43         | 37         | 6          | 1.232                     | 3       | 6         | 44        | 25         |
| 2001 | 53.000      | 55.700      | 95,2        | 42         | 35         | 7          | 1.261                     | 3       | 8         | 44        | 25         |
| 2002 | 53.000      | 55.700      | 95,2        | 41         | 34         | 7          | 1.292                     | 3       | 9         | 41        | 25         |
| 2003 | 53.000      | 55.300      | 95,8        | 40         | 33         | 7          | 1.325                     | 5       | 9         | 43        | 25         |
| 2004 | 53.000      | 55.700      | 95,2        | 43         | 35         | 8          | 1.232                     | 5       | 10        | 42        | 25         |
| 2006 | 55.000      | 58.300      | 94,3        | 46         | 35         | 11         | 1.195                     | 5       | 13        | 41        | 25         |
| 2013 | 57.000      | 62.000      | 91,9        | 35         | 33         | 2          | 1.628                     | 9       | 3         | 30        | 25         |
| 2016 | 60.282      | 70.043      | 86,1        | 36         | 30         | 6          | 1.674                     | 9       | 6         | 24        | 25         |
| 2019 | 60.271      | 70.011      | 86,1        | 34         | 31         | 3          | 1.772                     | 9       | 3         | 19        | 25         |
| 2021 | 60.000      | 69.540      | 86,3        | 36         | 30         | 6          | 1.666                     | 9       | 6         | 18        | 25         |
| 2023 | 61.232      | 69.000      | 88,7        | 32         | 27         | 5          | 1.913                     | 8       | 5         | 22        | 25         |